# Zhao Shuli
Djau Shu-Li (în chineza simplificată:  赵树理, în chineza tradițională:  趙樹理, în Pinyin: Zhào Shùlǐ) (n. 1906 - d. 1970) a fost un prozator chinez, personalitate importantă a literaturii chineze moderne.
A deținut diverse funcții politice.
Tema principală a operei sale o constituie evoluția lumii rurale chineze sub influența ideologiei comuniste.
Și-a pierdut viața căzând victimă persecuțiilor îndreptate împotriva intelectualilor indezirabili pentru regimul comunist din perioada așa-numitei  Revoluții Culturale.

## Opera
- 1943: Nunta micuței Erhei ("小二黑結婚 Xiao Erhei jiehun");
- 1943: Cântecele lui Iu-Tai ("李有才板話 Li Youcai banhua");
- 1945: Transformările satului Liianciuang ("李家莊的變遷 Li jiazhuang de bianqian").